# Ага (Ниигата)
Ага (яп. 阿賀町 Ага-мати) — посёлок в уезде Хигасикамбара на северо-востоке префектуры Ниигата, Япония. Площадь города составляет 952,88 км², население — 12 099 человек (1 августа 2014), плотность населения — 12,70 чел./км².

## География
Ага находится на границе с префектурой Фукусима и является третьей по площади административной единицей префектуры Ниигата после Дзёэцу и Мураками. Через центр посёлка протекают река Агано и её приток, река Токонами. Ага граничит с городами Сибата, Агано, Госэн и Сандзё префектуры Ниигата, а также с городом Китаката и посёлками Тадами, Нисиайдзу и Канэяма префектуры Фукусима.

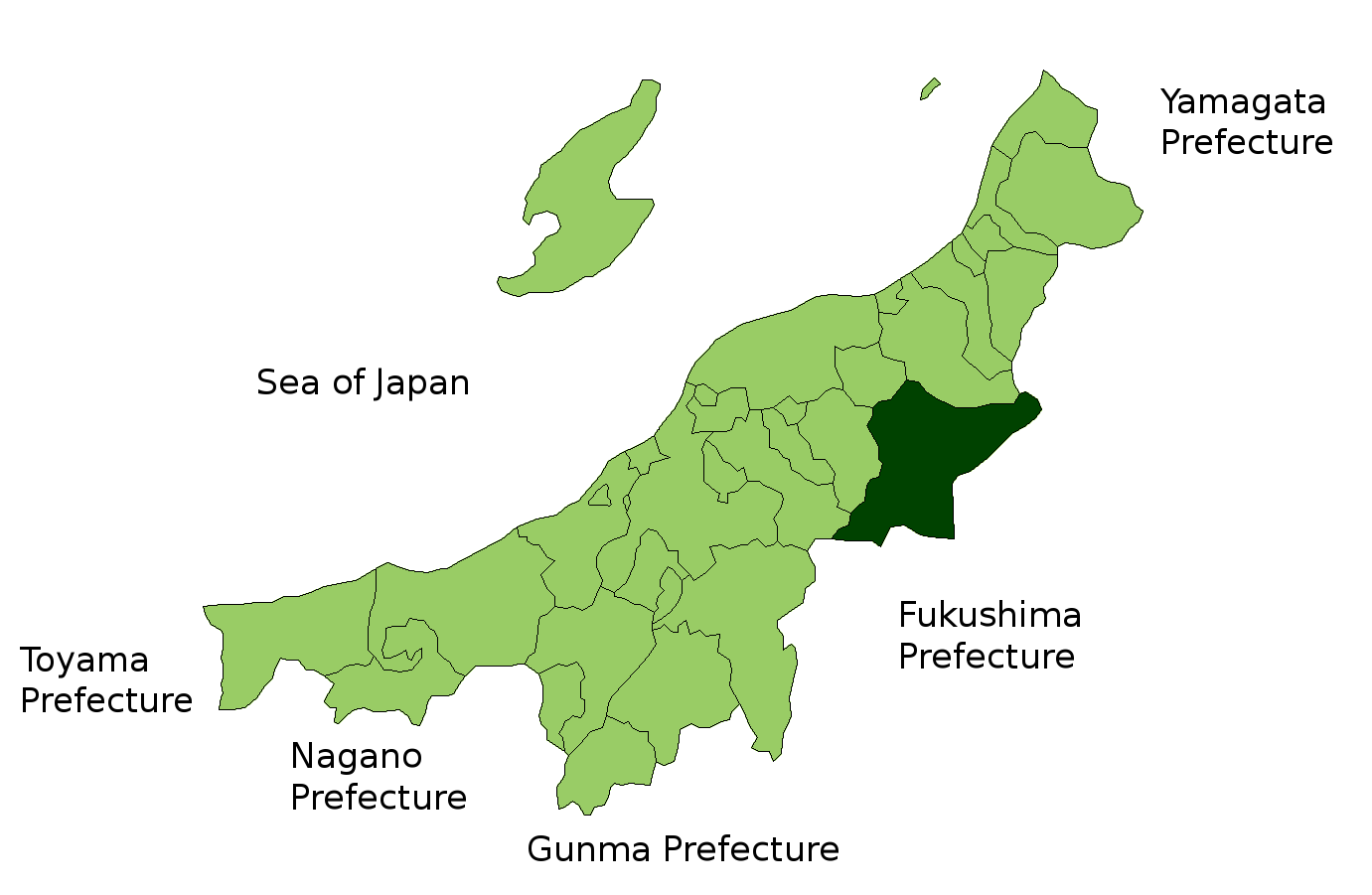
Ага на карте префектуры Ниигата

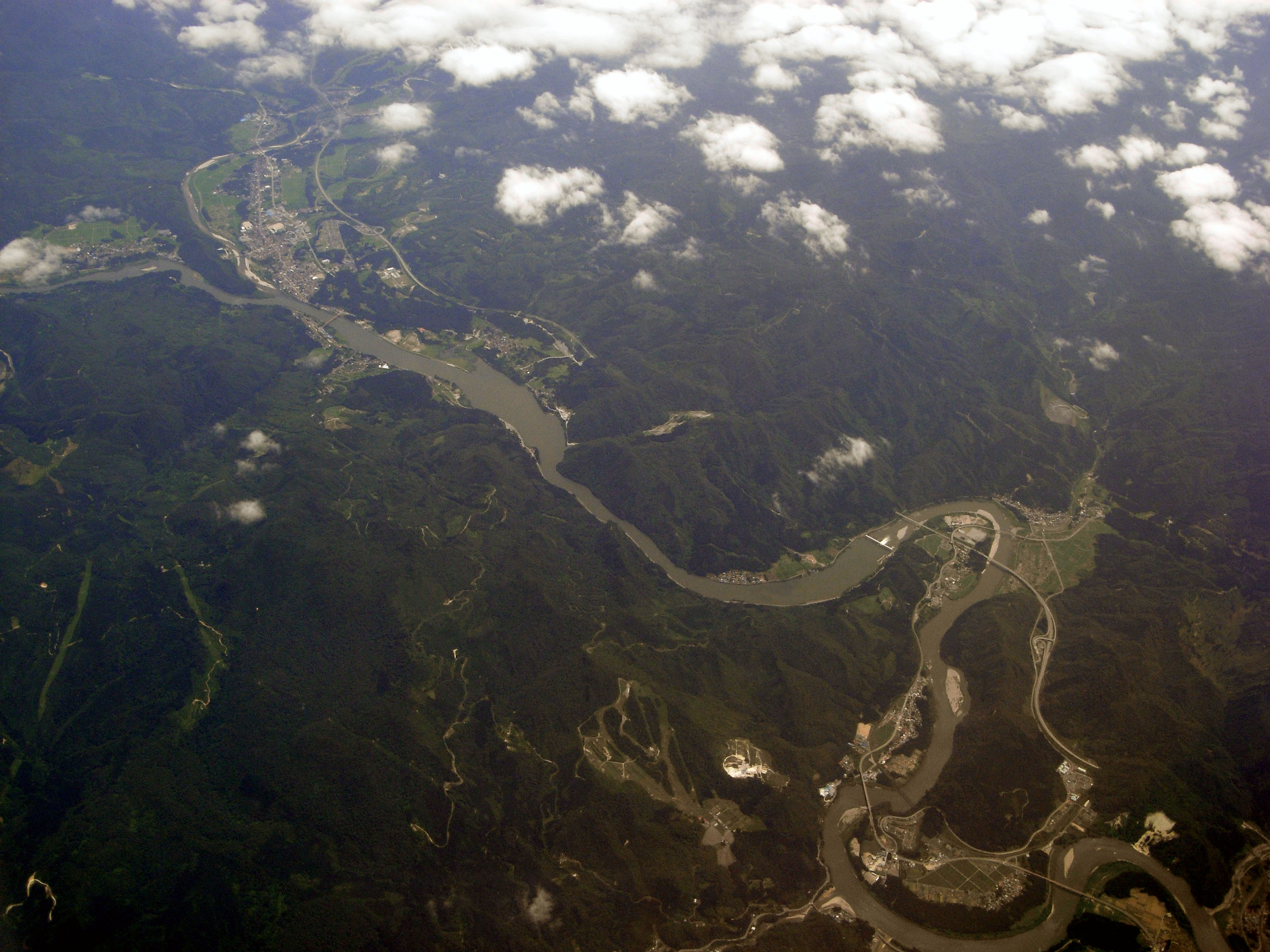
Вид на реку Агано с высоты

### Климат
Ага имеет влажный субтропический климат. В посёлке тёплое лето и холодная снежная зима. Самый жаркий месяц — август, самый влажный — сентябрь.
| Показатель                            | Янв.  | Фев.  | Март  | Апр. | Май  | Июнь | Июль | Авг. | Сен. | Окт. | Нояб. | Дек.  | Год   |
| ------------------------------------- | ----- | ----- | ----- | ---- | ---- | ---- | ---- | ---- | ---- | ---- | ----- | ----- | ----- |
| Абсолютный максимум, °C               | 15,1  | 16,4  | 21,9  | 31,4 | 34,6 | 34,2 | 36,8 | 39,4 | 35,6 | 30,8 | 23,0  | 20,8  | 39,4  |
| Средний суточный максимум, °C         | 3,4   | 4,4   | 8,5   | 16,2 | 22,3 | 25,4 | 28,5 | 30,3 | 25,8 | 19,3 | 12,6  | 6,1   | 16,9  |
| Средняя температура, °C               | 0,2   | 0,3   | 3,1   | 9,2  | 15,2 | 19,5 | 23,3 | 24,5 | 20,2 | 13,7 | 7,4   | 2,3   | 11,6  |
| Средний суточный минимум, °C          | −2,7  | −3,2  | −1,4  | 2,9  | 8,9  | 14,6 | 19,5 | 20,3 | 16,3 | 9,6  | 3,5   | −0,5  | 7,3   |
| Абсолютный минимум, °C                | −14,5 | −16,5 | −12,2 | −6,3 | −0,2 | 5,1  | 10,1 | 10,9 | 5,6  | 0,1  | −5    | −10,2 | −16,5 |
| Источник: Japan Meteorological Agency |       |       |       |      |      |      |      |      |      |      |       |       |       |

## Демография
За последние 70 лет население посёлка сократилось практически на три четверти. В 2020 году в нём было 9965 жителей .

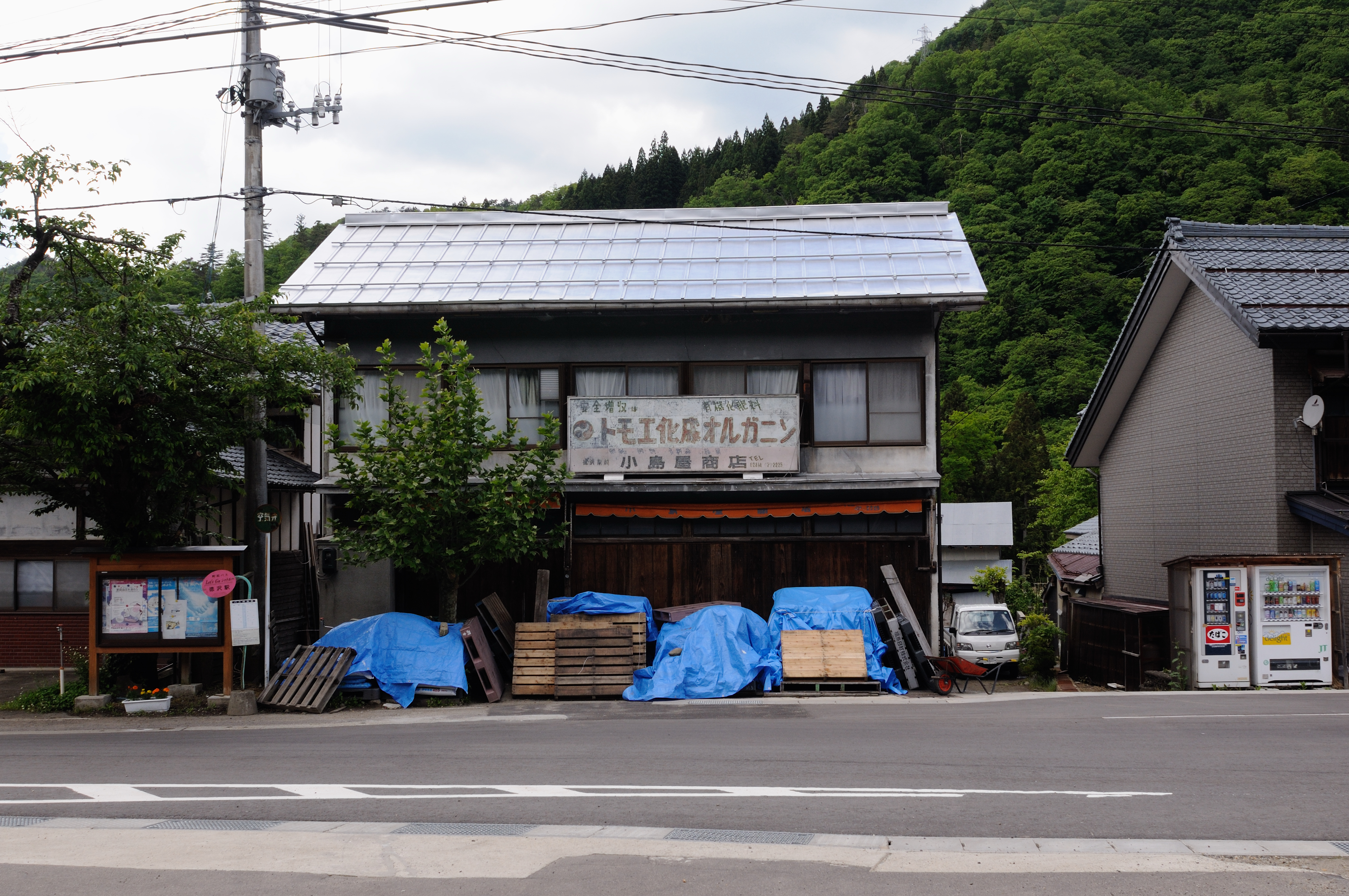

Изменение численности населения с 1980 по 2005 годы:
| 1980 | 20 280 чел. |  |
| 1985 | 18 526 чел. |  |
| 1990 | 17 557 чел. |  |
| 1995 | 16 786 чел. |  |
| 2000 | 15 813 чел. |  |
| 2005 | 14 703 чел. |  |

## История
Территория посёлка входила в историческую провинцию Этиго; в эпоху Эдо она была частью владений Айзу. После реставрации Мэйдзи район состоял из различных посёлков и сёл уезда Хигасикамбара. Современный посёлок Ага был основан 1 апреля 2005 года путём объединения посёлков Цугава и Каносэ и сёл Микава и Камикава.

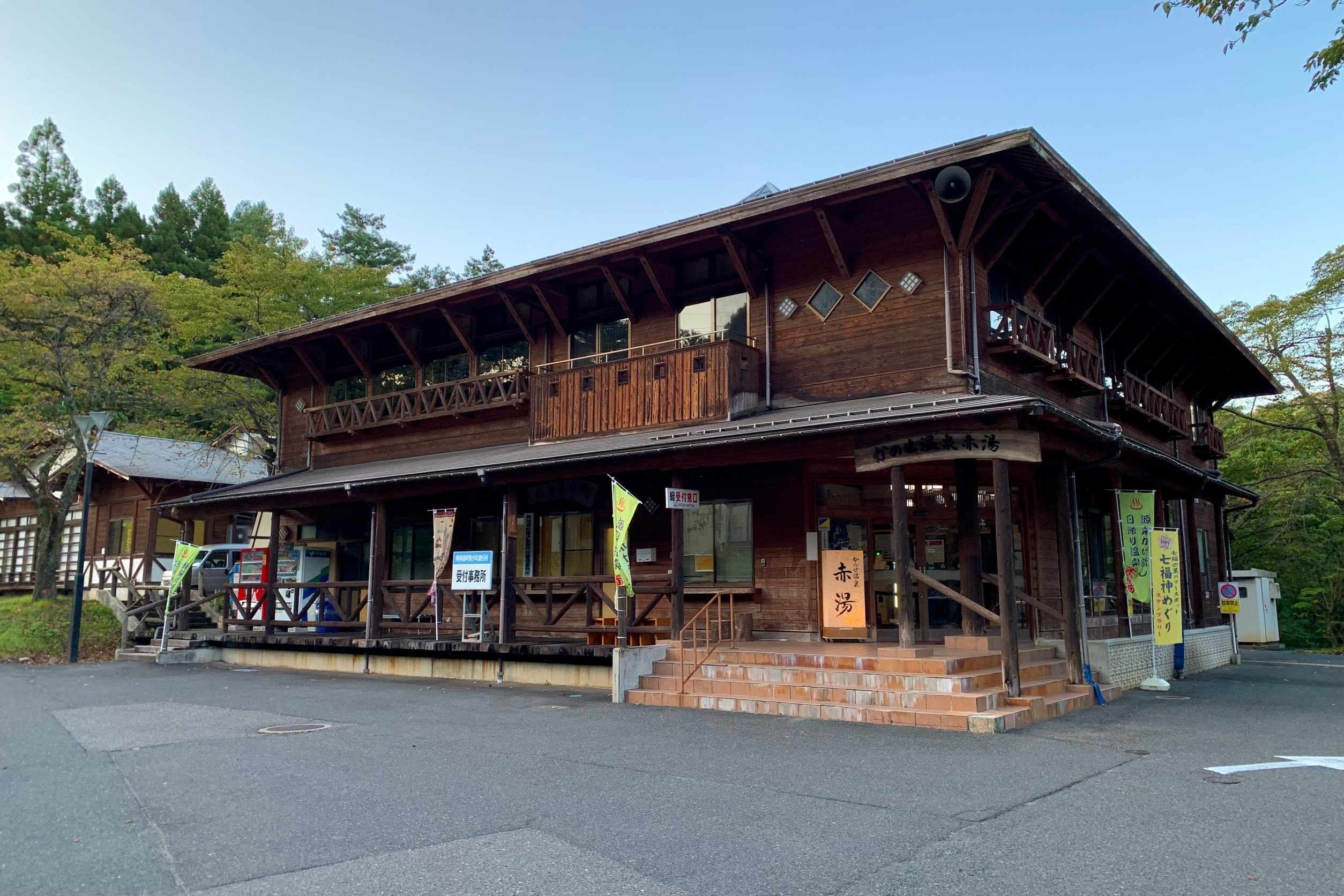
Каносэ-онсэн

## Экономика
В экономике посёлка преобладает сельское хозяйство. Район бывшего села Камикава известен своим рисом Косихикари и получаемым из него саке, а район Микавы — своими грибами.

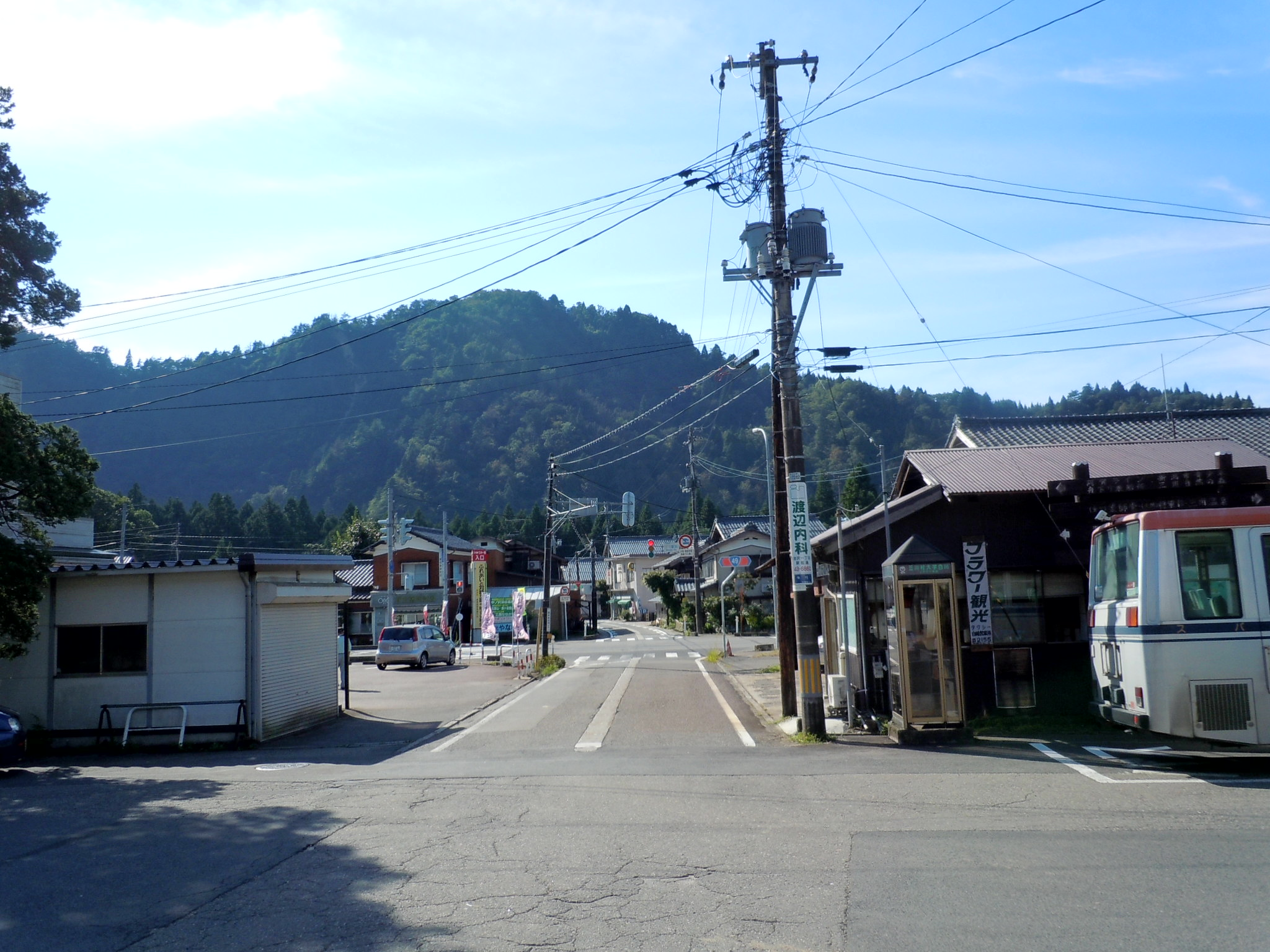
Микава

## Образование
В посёлке есть три начальных школы, две средних и одна старшая. 

## Транспорт

### Железные дороги
- East Japan Railway Company - Западная линия Банэцу.

В посёлке Ага работают железнодорожные станции Тоёми, Хидэя, Каносэ, Цугава, Микава, Игасима и Хигаси-Гэдзё.

### Автодороги
Через посёлок проходят национальные дороги 49 и 459, а также скоростная дорога Банэцу, 

## Достопримечательности
- Пещера Косэгасава - археологический памятник периода Дзёмон.
- Пещера Муроя - археологический памятник периода Дзёмон.